# Beg (rodzaj)
Beg – rodzaj wymarłego dinozaura, ceratopsa z grupy neoceratopsów, żyjącego we wczesnej kredzie na terenie obecnej pustyni Gobi.

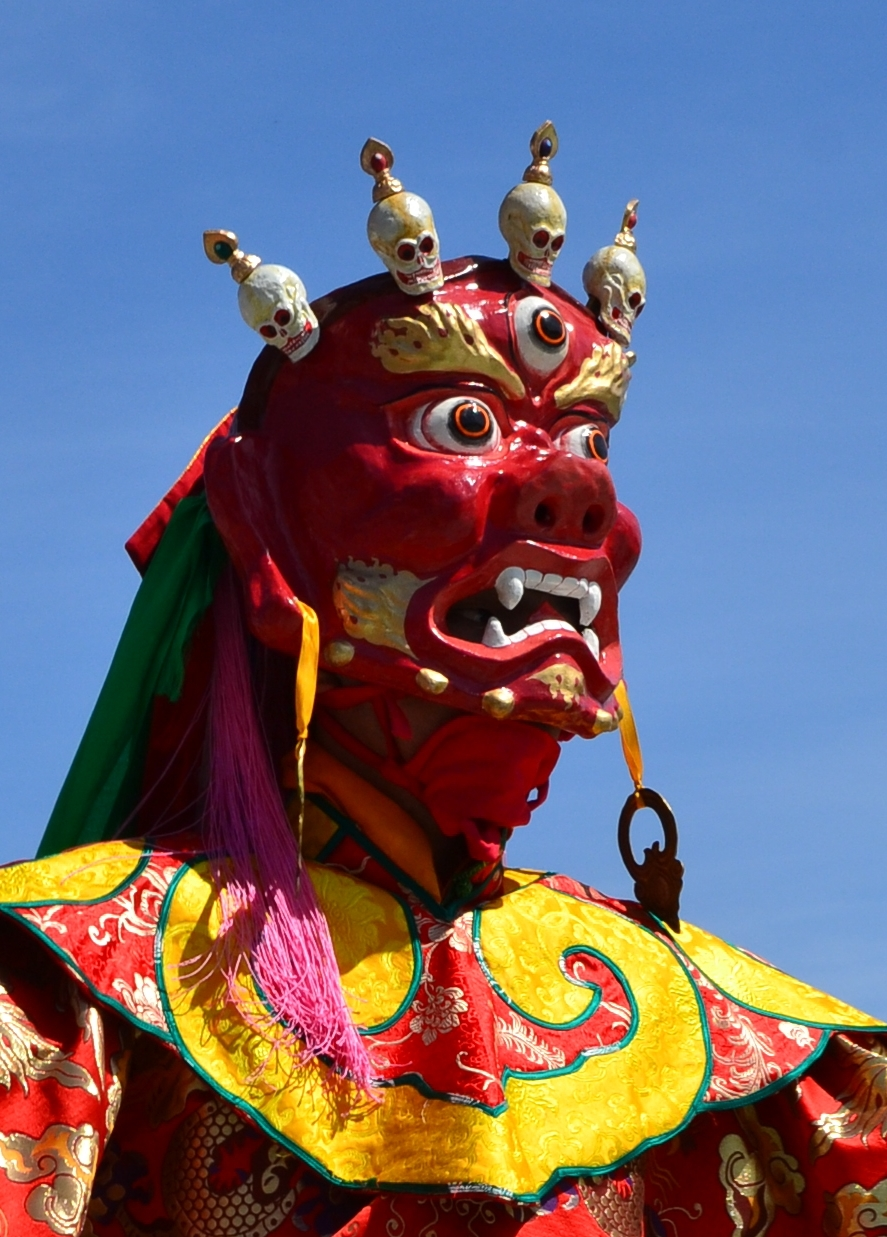
Maska wyobrażająca Beg-tse, gniewne tybetańskie bóstwo, którego imieniem nazwano dinozaura

W skałach zaliczanych wpierw do formacji Baruunbayan, a potem do formacji Ulaanoosh, 14 km od Tsogt-Ovoo, na terenie mongolskiego ajmaku południowogobijskiego znaleziono fragmentaryczną czaszkę w otoczeniu jeszcze bardziej fragmentarycznych szczątków szkieletu pozaczaszkowego nieznanego wcześniej nauce dinozaura. Zaliczono go do nowego rodzaju. Wśród cech diagnostycznych rodzaju kreatorzy wymieniają trapezoidalny dół przedoczodołowy, otwór na przednio-przyśrodkowej powierzchni kości jarzmowej, prymitywną, głęboką kość przedszczękową z czterema zębami, krótką kość zębową o charakterystycznym grzbiecie na bocznej powierzchni oraz pięć równo rozmieszczonych guzków na grzbiecie kości nadkątowej. Holotyp oznakowano IGM 100/3652. Rodzaj nazwano Beg. Umieszczono w nim pojedynczy gatunek B. tse. Nazwę rodzajową i gatunkową łączy etymologia. Obie wywodzą się od imienia tybetańskiego bóstwa Beg-tse, gniewnego strażnika dharmy, który według legendy był pierwotnie mongolskim bogiem wojny. Twórcy nazwy piszą, że bóstwo to przedstawiane było z opancerzoną, chropowatą skórą. Skojarzyło się to badaczom z budową kości jarzmowej i nadkątowej nowego rodzaju zwierzęcia. Dalsze badania pozwoliły zaliczyć zwierzę do neoceratopsów. Jest to jedna z dwóch głównych grup wyróżnianych kiedyś wśród dinozaurów rogatych, obok psitakozaurów. Dziś definiuje się ją jako wszystkie taksony bliższe triceratopsowi niż psitakozaurowi. Według autorów Beg był najwcześniejszym neoceratopsem Mongolii. Przeprowadzona przez nich analiza filogenetyczna wskazuje nań jako grupę siostrzaną kladu tworzonego przez wszystkie pozostałe neoceratopsy.